# Jakša Račić
Jakša Račić (ur. 5 sierpnia 1868 we Vrbanju, zm. 23 sierpnia 1943 w Splicie) – chorwacki polityk i lekarz, burmistrz Splitu w latach 1929–1933.

## Życiorys
Studia medyczne ukończył w Innsbrucku; studiował także w Pradze i Grazu. W 1900 roku uzyskał stopień doktora. Tytuł specjalisty uzyskał w Lublanie.
W 1904 roku otworzył prywatne sanatorium w Splicie z pierwszym na terenie Dalmacji aparatem rentgenowskim. W latach 1913–1939 pełnił funkcję ordynatora oddziału chirurgii i dyrektora szpitala w Splicie. Specjalizował się w chirurgii ogólnej, radiologii i urologii.
W latach 1929–1933 był burmistrzem Splitu. Po wybuchu II wojny światowej dołączył do czetników. Dragoljub Mihailović wyznaczył go zwierzchnikiem (chorw. povjerenikiem) Dalmacji. W 1943 roku Račić został zamordowany przez komunistycznych agentów.